# Schäftlarn
Schäftlarn là một đô thị thuộc huyện Munich bang Bayern nước Đức